# جامعه‌شناسی شهری
جامعه‌شناسی شهری یکی از زیر شاخه‌های جامعه‌شناسی است که به مطالعهٔ زندگی و تعاملات انسان در مناطق شهری می‌پردازد. جامعه‌شناسی شهری پس از مشاهده و مطالعهٔ مجموعه‌ای از داده‌ها همچون فرایندها، تغییرات و مشکلات به طرح قوانین و برنامه‌های گوناگون برای آن‌ها می‌پردازد. در واقع جامعه‌شناسی شهری مطالعه جامع شناسانهٔ شهرها و نقش آن‌ها در توسعه و پیشرفت جوامع است. به مانند دیگر شاخه‌های جامعه‌شناسی، جامعه‌شناسی شهری نیز از پردازش و تحلیل آماری، مشاهده، نظریه، مصاحبه و دیگر روش‌ها جهت مطالعهٔ طیف گسترده‌ای از موضوعات از جمله مهاجرت، روند جمعیتی اقتصاد، فقر و ارتباط بین نژاد و اقتصاد بهره می جوید.
پایه‌های جامعه‌شناسی شهری مدرن از کارهای جامعه شناسانی همچون کارل مارکس، فردیناند تونیز،امیل دورکیم،ماکس وبر و گئورگ زیمل 
که به مطالعه و نظریه پردازی دربارهٔ فرایندهای اجتماعی و فرهنگی شهرنشینی و اثرات آن بر روی ازخودبیگانگی، شکل‌گیری طبقات و تولید یا نابودی هویت فردی و جمعی پرداخته‌اند، سرچشمه گرفته‌ است.

## امنیت شهر
امنیت شهر در مفهوم تضمین آسودگی و آرامش شهر و تمام شهروندان، دارای دوایر و لایه‌های متعددی است که حداقل سه نیاز امنیتی عمده یعنی امنیت وجودی (Existential Security)، امنیت رفاهی (Welfare Security) و امنیت معنا بخش (Signifying Security) را در برمی گیرد، که این نیازها با سازوکارهای امنیتی مخصوص به خویش تأمین می‌شوند. چنانکه امنیت وجودی در سایه مقابله با مجرمین به کمک ابزارهای زور و قدرت تحقق می‌گیرد که در مکاتب پوزیتیویستی مطرح است. امنیت رفاهی مورد بحث سازه انگاران، در بستر فراهم‌سازی امکانات و تسهیلات زندگی، درصدد پیشگیری از آسیب‌ها برآمده و آسایش را برای شهروندان به ارمغان می‌آورد. امنیت معنا بخش که پُست پوزیتیویست‌ها از آن سخن گفته اند، با حمایت و مراقبت از شهروندان به تولید و بازسازی سرمایه‌های انسانی پرداخته و آزاد زیستی را تحقق می بخشد.